# 有本彦六
有本 彦六（ありもと ひころく、1915年（大正4年）10月11日 - 1945年（昭和20年）5月）は日本の体操競技の選手。

## 経歴・人物
三重県南牟婁郡木本町（現在の熊野市）出身。日本体育会体操学校（現日本体育大学）出身。1936年ベルリンオリンピックに出場し男子団体総合9位になった。種目別ゆかで35位だった。
1945年5月、東シナ海で戦死。

## 記念
第二次世界大戦後の1957年には、日本体操選手団13人が有本選手追悼のために熊野市を訪れ、三重県立木本高等学校で演技を披露した。2016年には熊野市文化交流センターで、同じ木本出身の体操選手である笠松茂（木本高等学校出身、1972年ミュンヘンオリンピック金メダリスト）と合わせたパネル展示会が行われた。